# GUN Records
GUN Records (Great Unlimited Noises), aussi stylisé Gun Records, est un label discographique, anciennement basé à Bochum, en Allemagne, actif entre 1992 et 2009.

## Histoire
Le label est fondé en 1992 par Bogdan Kopec (DRAKKAR Promotion Musikverlag GmbH) et Wolfgang Funk. De différents groupes ont signé au label et ont vu leurs albums distribués en Europe. La société recensait en son sein des groupes à succès tels que Guano Apes, Bullet for My Valentine, Oomph!, Donots, HIM, Apocalyptica, Lordi, et Sturm Und Drang, et de groupes de heavy metal des années 1990 comme Running Wild, Kreator, Within Temptation, et Sodom.
Une branche du label connue sous le nom de Supersonic Records est créée en 2005, lorsque la société mère de GUN, BMG, fusionne avec Sony. Le 5 février 2009, GUN Records annonce sa fermeture.